# 東方憑依華 ～ Antinomy of Common Flowers.
《東方凭依華 ～ Antinomy of Common Flowers.》是由上海愛莉絲幻樂團與黃昏邊境共同製作的格鬥遊戲，為東方Project的第15.5作，也是該系列发布在Windows平台上的第十个小数点作。
本作是上一格斗作《深秘录》故事剧情的延续。

## 故事概要
都市传说之后，到处都发生了被称为『完全凭依』的奇异现象。
那是一种不仅是精神，连肉体都会被替换成毫不相干的人的现象。巫女博麗靈夢找到了这一现象出现的原因。并準備解決它。

## 遊戲系統
沿用了《心綺樓》的游戏系统。另外使用了可在遊戲中替換自機的「完全凭依」模式，在战斗中會出現帶來強化的「怪奇道具」。

## 登场角色

### 前作（心綺樓）＆（深秘录）已出现的人物
- 博丽灵梦
- 雾雨魔理沙
- 云居一轮
- 圣白莲
- 物部布都
- 丰聪耳神子
- 河城荷取
- 古明地恋
- 二岩猯藏
- 秦心
- 藤原妹红
- 少名针妙丸
- 茨木华扇
- 宇佐见堇子
- 鈴仙·優曇華院·因幡

### 本作追加人物
- 哆来咪·苏伊特
- 比那名居天子
- 八云紫（附加八雲藍和橙） 主題曲：凭坐于梦与现实之间　～ Necro-Fantasia（ ）

### 本作新登场人物

#### 依神女苑
，Yorigami Jyoon
种族：疫病神
能力：使人消耗财产程度的能力
奇妙的很容易被人喜欢上，但结果往往会给周遭招来不幸和怨恨的疫病神。支配欲很强，又很傲慢。毫无自制力。
可以通过花言巧语来凭依在对象身上，使其像是出于自身意识一般挥霍财产。失去财产的人运气也会变差，最后会变成一具空壳。
于是在吃干抹尽一个人的财产后，她又会为寻求下一个人类而继续徘徊。凭依在持有财产的人类身上，对其降下不幸，这就意味着，她也可以被称作是操纵财祸的神。
这次，她想出了一个以姐姐作为工具的『绝对不会输的战略』。那就是强制让姐姐完全凭依在对手身上，夺走对手一切的胜算。

#### 依神紫苑
，Yorigami Shion
种族：贫穷神
能力：向包含自己的一切对象降下不幸程度的能力
被她凭依的话运气会下降，还会变得贫穷，所以是被所有人讨厌的贫穷神。性格阴沉又低三下四，喜欢坐享其成。
因为她无论去哪里，都没法让自己脱离贫穷，所以她本人也放弃了努力，整天无精打采。失去的财产，还有运气究竟去了哪里呢。
实际上是财产会变为欠款，运气会变为不幸，不断地缓缓充盈在她的身体里。充盈到一定程度，就会定期爆发，让她变为超级贫穷神，一扫所有的不幸。
不过，实际上是藉由让他人陷入贫穷，来保护他人免受财祸之苦的守护神。但即便如此，她依然被人嫌弃着……。
这次为了脱离穷困，凭依在了花钱如流水的妹妹身上，但结果妹妹也没有留住财物的能力，依然很贫穷。
主題曲（兩人共用）：今宵是飘逸的利己主义者(Live ver)　～ Egoistic Flowers（今宵は飄逸なエゴイスト(Live ver) ～ Egoistic Flowers）

## 外部連結
- 官方网站（日語）